# République du Haut-Karabagh
République d'Artsakh
Pour un article plus général, voir Haut-Karabagh.
Pour les articles homonymes, voir Haut-Karabagh (homonymie) et Artsakh.
1991–2023
Entités précédentes :
- Oblast autonome du Haut-Karabagh

Entités suivantes :
- Azerbaïdjan

La république du Haut-Karabagh (arménien : Լեռնային Ղարաբաղի Հանրապետություն, Leṙnayin Ġarabaġi Hanrapetowt̕yown), également connue officiellement sous le nom de république d'Artsakh (arménien : Արցախի Հանրապետություն, Arc̕axi Hanrapetowt̕yown), et parfois appelée république de Nagorny Karabakh est une république séparatiste autoproclamée située en Transcaucasie et issue des conflits post-soviétiques. Elle a existé de facto de 1991 à 2023.
La république d'Artsakh se proclame unilatéralement le 2 septembre 1991, lors d'une session conjointe des conseils des députés de l'oblast autonome du Haut-Karabagh et du district de Chahoumian de la RSS d'Azerbaïdjan. Mais elle n'est reconnue par aucun État membre de l'ONU, l'Arménie se contentant d'une reconnaissance de facto. Selon la division administrative-territoriale de la république d'Azerbaïdjan, le territoire du Haut-Karabagh était et demeure une partie de son territoire souverain.
Pendant la période soviétique, le pays forme un oblast de 4 388 km2, peuplé d'Arméniens à 95 % mais subordonné à la république socialiste soviétique d'Azerbaïdjan dans laquelle il est enclavé. Les hostilités entre les Arméniens et l'armée azerbaïdjanaise cessent après la trêve négociée par la Russie en 1994, bien que d'autres combats se déroulent, notamment en avril 2016. Intégrés entre 1991 et 2020 dans l'État autoproclamé, certains territoires alentour étaient peuplés de Kurdes et d'Azéris qui ont été déplacés et remplacés par des réfugiés arméniens venus du reste de l'Azerbaïdjan, après le pogrom de Soumgaït. En 2015, la population du Haut-Karabagh était estimée à 148 917 habitants, sur un territoire de 6 742 km2, avec une superficie contrôlée totale de 11 430 km2. Sa capitale et plus grande ville était Stepanakert,.
À l'issue de la guerre de 2020, un accord de cessez-le-feu est signé le 10 novembre 2020, actant la perte des trois quarts des territoires sous le contrôle de la république et un nouveau déplacement des populations.
Le 19 septembre 2023, après un blocus de plusieurs mois, l'Azerbaïdjan lance une opération militaire, rapidement victorieuse : les forces armées du Haut-Karabagh déposent les armes au bout de quelques heures, causant la fuite de la quasi-totalité de la population et du gouvernement vers l'Arménie, dans ce que plusieurs experts, l'Arménie et le Parlement européen considèrent comme un nettoyage ethnique,,,. L'Azerbaïdjan prend possession de l'ensemble du territoire et arrête et emprisonne les principaux dirigeants. La République du Haut-Karabagh annonce alors qu'elle cessera formellement d'exister au Nouvel An 2024. Cette entité devient ainsi le deuxième[Information douteuse] État post-soviétique non reconnu à perdre son territoire, après la république tchétchène d'Itchkérie (1991-2000).

## Dénomination
Le mot « Karabagh » signifie littéralement « jardin noir » (kara signifie « noir » en turc et bagh signifie « jardin » en persan). Ce nom apparaît pour la première fois aux XIIIe et XIVe siècles en Géorgie et en Perse. Une autre théorie donne au nom une origine turco-arménienne signifiant « Grand Baghk », en référence au royaume de Ktish-Baghk, une des composantes de l'Artsakh.
Pendant la période soviétique, l'oblast autonome (1923-1991) a été appelée Nagorny Karabakh (Нагорный Карабах), nagorny signifiant « haut » ou « montagneux » en langue russe. Depuis 1991, ni l'Arménie, ni l'Azerbaïdjan n'utilisent cette dénomination : la première utilise Artsakh (Արցախ) en référence à la dixième province du royaume d'Arménie, un temps intégrée à l'Albanie du Caucase, le second utilise Mourovdag en référence au nom local du Petit Caucase. Quant au nom de la république autoproclamée, c'est souvent une traduction de « Montagneux (ou haut) Karabagh » ou « Jardin noir montagneux » :
- en arménien : Լեռնային Ղարաբաղ (Lernaïn Gharabagh) ;
- en russe : Нагорный Карабах (Nagorny Karabakh) ;
- en azéri : Dağlıq (montagneux) ou Yuxarı (haut) Qarabağ.

Historiquement, des inscriptions ourartéennes des IXe – VIIe siècles av. J.-C. citent le nom d'« Urtekhini » : l'Orchistène des auteurs grecs de l'Antiquité.

## Histoire

### Époque soviétique
L'Azerbaïdjan est soviétisé en avril 1920, et les forces arméniennes doivent se retirer de la région en mai. Les bolcheviks prennent ensuite le pouvoir en Arménie en novembre 1920 et créent la république socialiste soviétique d'Arménie. En présence de Staline, le bureau caucasien du Comité central du parti bolchevik, auparavant favorable à l'Arménie, décide le rattachement du Haut-Karabagh à la république socialiste soviétique d'Azerbaïdjan le 4 juillet 1921. À cette époque, le territoire est peuplé à 94 % d'Arméniens. En 1923 est constitué l'oblast autonome du Haut-Karabagh, séparé de l'Arménie par un « couloir azéri »[Lequel ?] pourtant peuplé d'Arméniens.
Pendant soixante-cinq ans, la situation n'évolue plus jusqu'en 1988 où, profitant de la perestroïka, la région autonome s'autoproclame le 20 février 1988 comme république socialiste soviétique à part entière, à égalité avec l'Arménie et l'Azerbaïdjan. D'après le recensement de 1989, sur une population de 189 000 habitants, il y avait alors dans le pays 145 500 Arméniens et 41 000 Azéris. Le 15 juin 1988, l'Azerbaïdjan revendique auprès de Mikhaïl Gorbatchev la réintégration du Haut-Karabagh à son territoire. Des violences éclatent la même année en Azerbaïdjan comme en Arménie. Des pogroms anti-arméniens font plusieurs centaines de victimes à Soumgaït près de Bakou puis en 1990 à Bakou même.

### Guerre de 1988

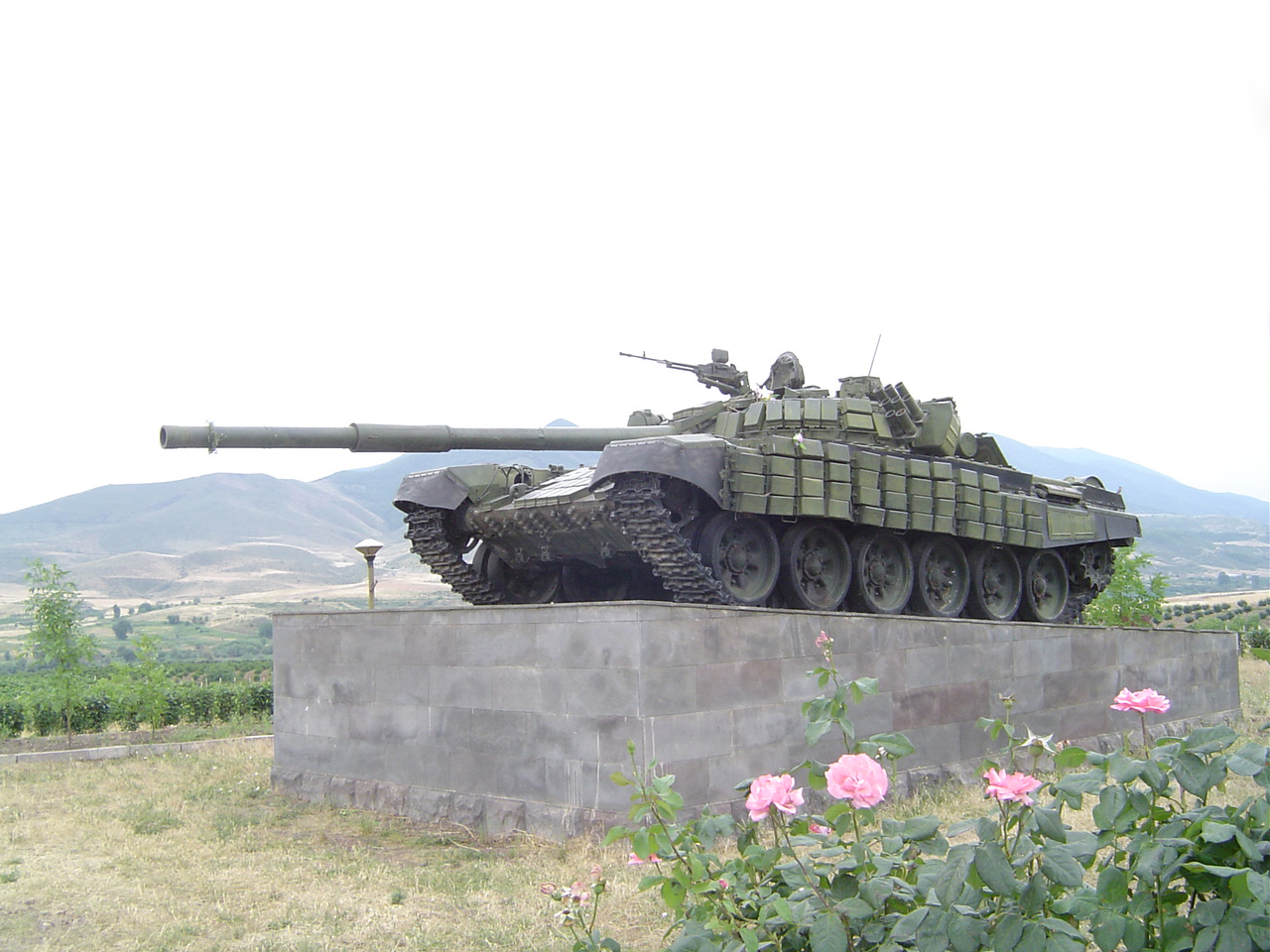
Monument commémoratif (un char T-72) à proximité d'Askeran. Le char a été emmené à Bakou en 2023 après la prise du Haut-Karabakh par l'Azerbaïdjan et est exposé dans le.

La dislocation de l'URSS en 1991 entraîne l'indépendance de fait de l'Azerbaïdjan et de l'Arménie. À cette occasion, l'Assemblée nationale du Haut-Karabagh proclame l'indépendance du pays le 2 septembre de cette année-là. L'Azerbaïdjan réplique en annulant son statut d'autonomie le 26 novembre suivant. La proclamation d'indépendance est réaffirmée par les habitants à la suite d'un référendum organisé le 10 décembre qui aboutit à une écrasante majorité de « oui ». Pour rétablir leur contrôle sur le Haut-Karabagh, les autorités azerbaïdjanaises envoient alors des troupes. Entre 1990 et 1992, une catastrophe humanitaire a lieu dans cette région à la suite du blocus imposé par l'Azerbaïdjan. Les habitants du Haut-Karabagh s'organisent pour s'alimenter et se défendre avec l'aide de l'Arménie, repoussant les Azerbaïdjanais. Les affrontements entre Arméniens et Azerbaïdjanais font de nombreuses victimes et de nombreux massacres ont lieu de part et d'autre.
Cette situation, et l'occupation de plusieurs raïons du territoire azerbaïdjanais par les forces armées du Haut-Karabagh, donnent lieu à l'adoption de quatre résolutions par le Conseil de sécurité des Nations unies en 1993.
En mai 1994, un cessez-le-feu est obtenu et des négociations pour une résolution du conflit sont organisées dans le cadre du groupe de Minsk, une instance créée en 1992 par l'OSCE et coprésidée par la France, la Russie et les États-Unis. Sur le terrain, les violences cessent, excepté quelques escarmouches.

### 4 jours de guerre en 2016
En 2016, les violences reprennent entre le 2 et le 5 avril lors de la guerre des Quatre Jours, causée par une attaque azerbaïdjanaise,. Le gouvernement arménien reconnaît la perte de huit cents hectares, tout en parvenant globalement à contenir l'offensive azerbaïdjanaise.
Le 20 février 2017 a lieu un référendum qui porte sur une modification de la constitution. Celle-ci est approuvée par 76,4 % des électeurs qui ont participé. Le « oui » obtient 87,6 % des suffrages exprimés, le « non », 9,7 % et 2,7 % ont voté blanc ou nul. Cent quatre observateurs électoraux de plus de trente pays sont présents lors du référendum, dont trois députés européens : Frank Engel du Luxembourg, Eléni Theochárous de Chypre et Jaromír Štětina de la République tchèque, l'ancien ambassadeur allemand à Erevan, Hans-Jochen Schmidt, et l'ancien député européen allemand Hans-Jürgen Zahorka (de). Cette modification de la constitution entraîne une présidentialisation du régime, le poste de Premier ministre disparaissant et le gouvernement étant dirigé directement par le président. Enfin le pays change de nom et devient la « république d'Artsakh ».

### Guerre de 2020
Le 27 septembre 2020, le Haut-Karabagh est visé par des bombardements sur la ville de Stepanakert par les Forces armées azerbaïdjanaises. Le président de la république d'Azerbaïdjan Ilham Aliyev signe le 27 septembre un décret sur la déclaration de l'état de guerre, tandis que les autorités de l'Artsakh déclarent la loi martiale et la mobilisation générale[réf. souhaitée].

En orange pâle, les territoires contrôlés par l'Artsakh depuis la guerre de 2020 au Haut-Karabagh : environ 2330 km2 (soit environ 60 % des 4388 km2 de l'ancienne oblast autonome du Haut-Karabagh et 30 % des 6742 km2 contrôlés entre 1991 et 2020.

Le gouvernement arménien annonce la mobilisation générale ainsi que la mise en place de la loi martiale dans la foulée des dirigeants du Haut-Karabakh. Le premier ministre Nikol Pachinian déclare que les deux pays sont proches d'une «  guerre d'envergure ». Le président turc, Recep Tayyip Erdoğan, assure l'Azerbaïdjan du soutien turc « avec tous nos moyens ». Commence alors une guerre au Haut-Karabagh.
L'Arménie accuse début octobre la Turquie d'envoyer des mercenaires syriens dans la zone disputée et, selon l'Observatoire syrien des droits de l'homme au moins 850 combattants pro-Ankara y auraient effectivement été envoyés. Des mercenaires libyens sont également déployés par le gouvernement turc.
Le 1er octobre, l'Arménie rappelle son ambassadeur en Israël, pour protester contre des ventes d'armes israéliennes à son rival azerbaïdjanais.
Début novembre, la moitié de la population du Haut-Karabakh a fui la région alors que l'armée azérie poursuit son avancée.
Un accord de cessez-le-feu est signé le 10 novembre 2020. Un contingent de maintien de la paix de la fédération de Russie comportant 2 000 soldats est déployé dans la région.
En septembre 2021, le président des médiateurs de l'Organisation de la coopération islamique est appelé afin de mener une étude visant à établir une carte des mines laissées par les Arméniens dans la zone récupérée par l'Azerbaïdjan.

### Capitulation de 2023 et annonce de la dissolution

La république du Haut-Karabagh de 2020 à 2023

En décembre 2022, le président azerbaïdjanais Ilham Aliyev instaure un blocus, exigeant un accès aux sites miniers arméniens qu'il estime « illégaux ». Il invite également la population à partir ou à prendre la citoyenneté azerbaïdjanaise. Près d'un an plus tard, le 19 septembre 2023, l'Azerbaïdjan attaque le Haut-Karabagh prétextant une opération « antiterroriste » entamant un nouveau conflit. Le 22 septembre, Stepanakert est encerclée. Le 20 septembre, les Forces armées du Haut-Karabagh annoncent déposer les armes.
Dans les jours qui suivent, la plus grande partie de la population se réfugie en Arménie. Le 28 septembre, les autorités de la république annoncent sa dissolution d'ici le 1er janvier 2024,. Le 3 octobre 2023, les quatre derniers anciens présidents du Haut-Karabagh sont arrêtés par les services de sécurité azéris. Le 4 octobre, le président Samvel Chakhramanian se réfugie en Arménie. Le 15 octobre, l'armée azérie entre à Stepanakert et le président Aliyev hisse le drapeau du pays.

### Gouvernement en exil
Le gouvernement en exil de la république d'Artsakh s'installe le 16 octobre 2023 dans les locaux de la représentation diplomatique à Erevan. Alors que des déplacés arméniens du Haut-Karabagh y organisent le 20 octobre une manifestation à ses abords, Chakhramanian, qui a annulé la veille la dissolution par un nouveau décret, déclare avoir signé le décret de dissolution dans le but de préserver les vies des civils d'un assaut azéri. Il ajoute qu'« aucun document » ne peut abolir « la république d'Artsakh[, qui] n'est pas dissoute ». Le 22 décembre 2023, il confirme l'annulation de la dissolution.
En mars 2024, Chakhramanian déclare le gouvernement et les institutions en exil en Arménie. Cette déclaration est désavouée par le Premier ministre arménien Nikol Pachinian, qui menace les dirigeants de la République de représailles.

## Géographie

### Géographie physique

#### Orographie
Le Haut-Karabagh se situe sur la frange nord-orientale du haut-plateau arménien (plateau du Karabagh) et dans le Sud-Est du Petit Caucase ; il est bordé à l'est par les plaines de l'Araxe et de la Koura. L'altitude moyenne est 1 100 m et le point culminant est le Gomshasar (hy) (3 724 m) situé dans la chaîne de Mourovdag.

#### Hydrographie
Les principaux cours d'eau sont l'Araxe, le Vorotan, l'Akera, le Tartar et la Khatchen (de).

#### Climat
À la différence de la république d'Arménie, la région connaît un climat plus tempéré. Située globalement à moins de 800 mètres d'altitude, les étés sont certes chauds, mais les hivers sont bien moins froids qu'en Arménie. En hiver, les températures moyennes minimales sont en dessous de 0 °C, mais les températures moyennes maximales sont positives. La pluviométrie moyenne annuelle est assez uniformément répartie.

### Géographie humaine

#### Subdivisions territoriales
En plus de la capitale, la république du Haut-Karabagh était, jusqu'en 2020, composé de sept régions :
| Région      | Population (2010) | Superficie (km2) | Densité  |
| ----------- | ----------------- | ---------------- | -------- |
| Stepanakert | 52 300            | 25,7             | 2 035,02 |
| Askeran     | 17 700            | 1 196,3          | 14,8     |
| Hadrout     | 12 400            | 1 876,8          | 6,61     |
| Martakert   | 19 600            | 1 795,1          | 10,92    |
| Martouni    | 23 500            | 951,1            | 24,71    |
| Chahoumian  | 3 000             | 1 829,8          | 1,64     |
| Chouchi     | 5 100             | 381,3            | 13,38    |
| Kashatagh   | 7 800             | 3 376,6          | 2,31     |

## Politique
Le régime politique du Haut-Karabagh est un régime présidentiel, au sein duquel le pouvoir exécutif est exercé par le président qui désigne les ministres. Le pouvoir législatif est exercé par l'Assemblée nationale de la république de l'Artsakh.
| Portefeuille                                                  | Nom | Nom                    | Parti |
| ------------------------------------------------------------- | --- | ---------------------- | ----- |
| Ministre d'État                                               |     | Artur Harutyunyan      | AHK   |
| Ministre de la Santé                                          |     | Arayik Baghryan        |       |
| Ministre de la Justice                                        |     | Ararat Danielyan       |       |
| Ministre de l'Économie et des Infrastructures industrielles   |     | Levon Grigoryan        |       |
| Ministre de l'Administration territoriale et du Développement |     | Suren Galstyan         |       |
| Ministre des Affaires étrangères                              |     | Sergey Ghazaryan       |       |
| Ministre de l'Agriculture                                     |     | Hrant Safaryan         |       |
| Ministre de l'Éducation et de la Science                      |     | Lusine Gharakhanyan    |       |
| Ministre de la Défense                                        |     | Kamo Vardanyan         |       |
| Ministre du Développement social et de la Migration           |     | Armen Mangasaryan      |       |
| Ministre des Finances                                         |     | Vahram Baghdasaryan    |       |
| Ministre de l'Intérieur                                       |     | Karen Grigory Sargsyan |       |
| Ministre du Plan urbain                                       |     | Aram Sargsyan          | AHK   |

## Reconnaissance internationale
L'indépendance du Haut-Karabagh, proclamée le 2 septembre 1991 n'a jamais été reconnue par aucun État membre de l'ONU. Seuls trois États non reconnus et eux-mêmes non membres de l'ONU, ont reconnu cette république : l'Abkhazie, l'Ossétie du Sud-Alanie et la Transnistrie,.
L'Arménie quant à elle a considéré qu'une reconnaissance officielle, de jure, était « inopportune », et s'en est tenue à une reconnaissance de fait, de facto, matérialisée par plus d'une centaine d'accords avec la république du Haut-Karabakh. Cependant, en mai 2023, le Premier ministre Nikol Pachinian a annoncé son intention de la reconnaître comme faisant partie de l'Azerbaïdjan.
Par ailleurs, aux États-Unis, la Chambre des représentants du Rhode Island adopte le 17 mai 2012 une résolution appelant le président et le Congrès américains à reconnaître cette indépendance,. Elle est suivie en ce sens par la Chambre des représentants du Massachusetts le 6 août 2012, par les deux chambres de la législature du Maine le 10 avril 2013,, par le Sénat de Louisiane le 31 mai 2013, et par la Législature de Californie le 8 mai 2014. Le comté de Fresno, en Californie, a également reconnu le Haut-Karabagh le 23 avril 2013.
En Australie, le Conseil législatif du Parlement de Nouvelle-Galles du Sud a adopté le 25 octobre 2010 une résolution demandant à l'État australien de reconnaître l'indépendance du Haut-Karabagh.
En Espagne, le gouvernement de la province basque du Guipuscoa reconnaît la république du Haut-Karabagh le 11 septembre 2014, tandis que le Parlement autonome du Pays basque adopte une motion reconnaissant le droit à l'autodétermination du Nagorno-Karabah le 12 septembre 2014.
La question de la reconnaissance était également à l'étude en Uruguay depuis 2011.
Par une déclaration du 31 octobre 2019, le Parti communiste français (PCF) a demandé instamment au président français de prendre acte du processus démocratique par lequel la population du Haut-Karabagh a proclamé la République.
Le 25 novembre 2020, le Sénat français a adopté une proposition de résolution appelant à la reconnaissance de la république du Haut-Karabagh, qui est restée lettre morte,.

## Galerie

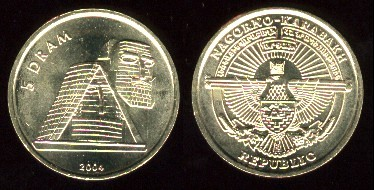
Nous sommes nos montagnes, statue et symbole du Karabagh sur une pièce de 5 dram.

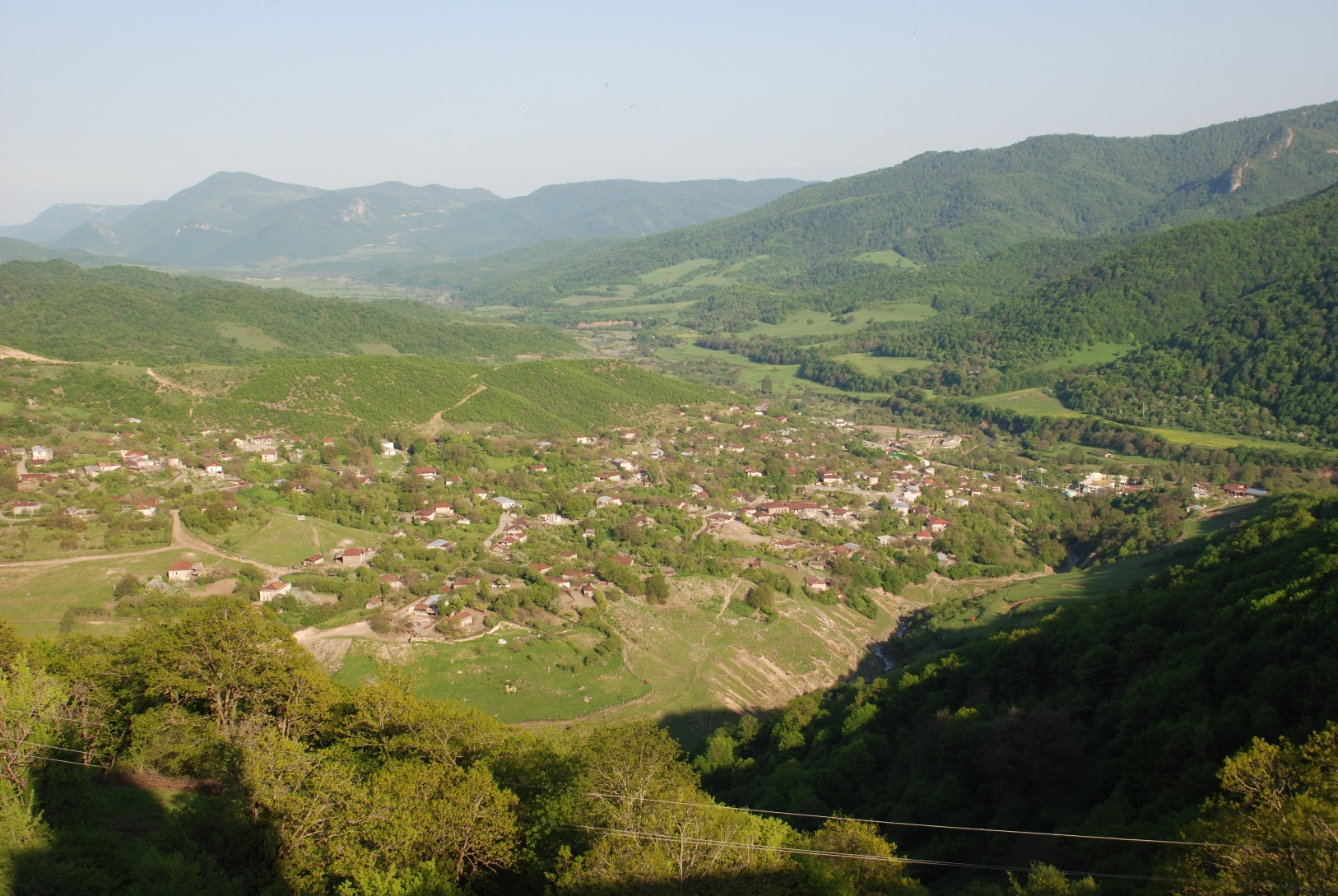
Paysage du Haut-Karabagh.
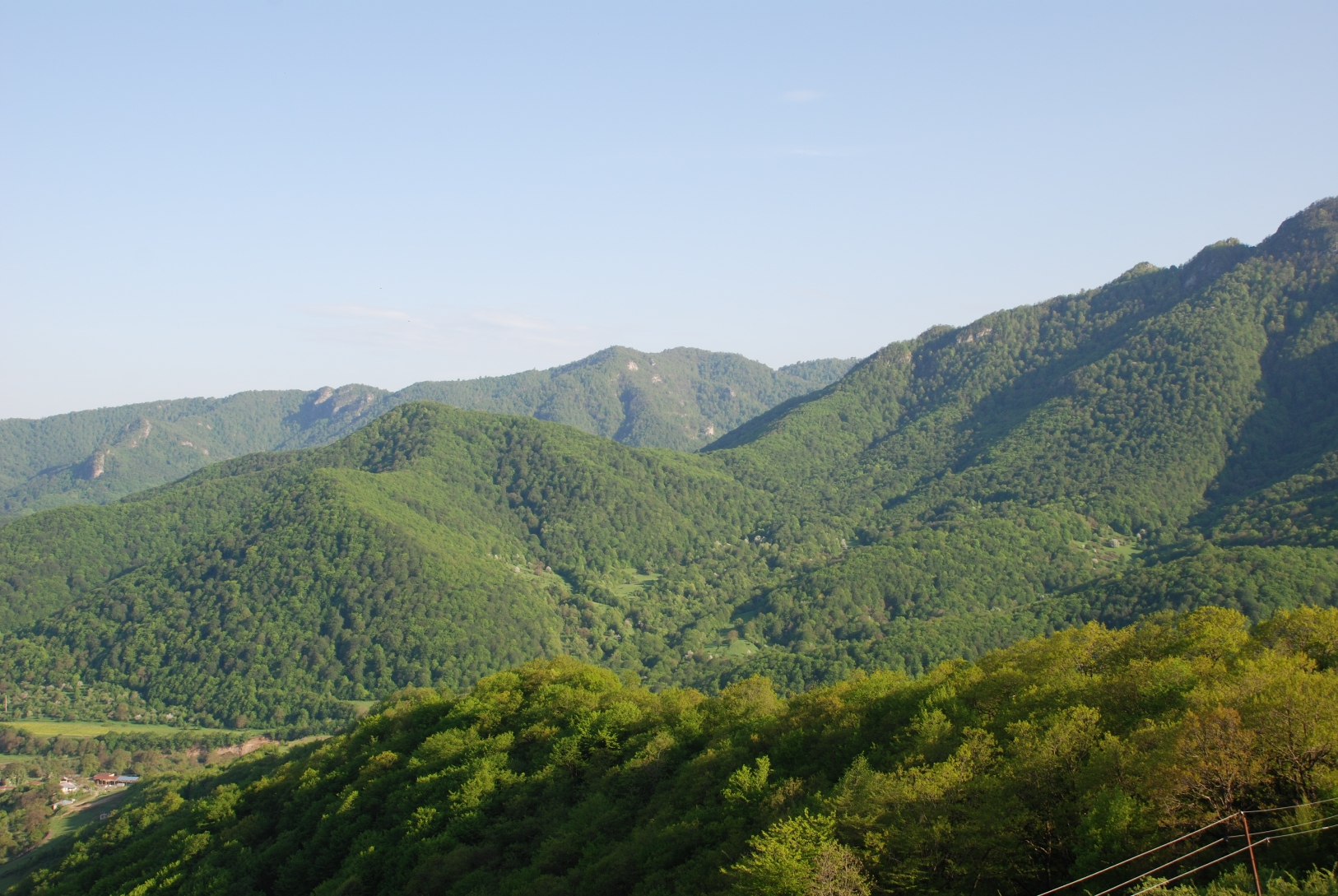
Paysage du Haut-Karabagh.
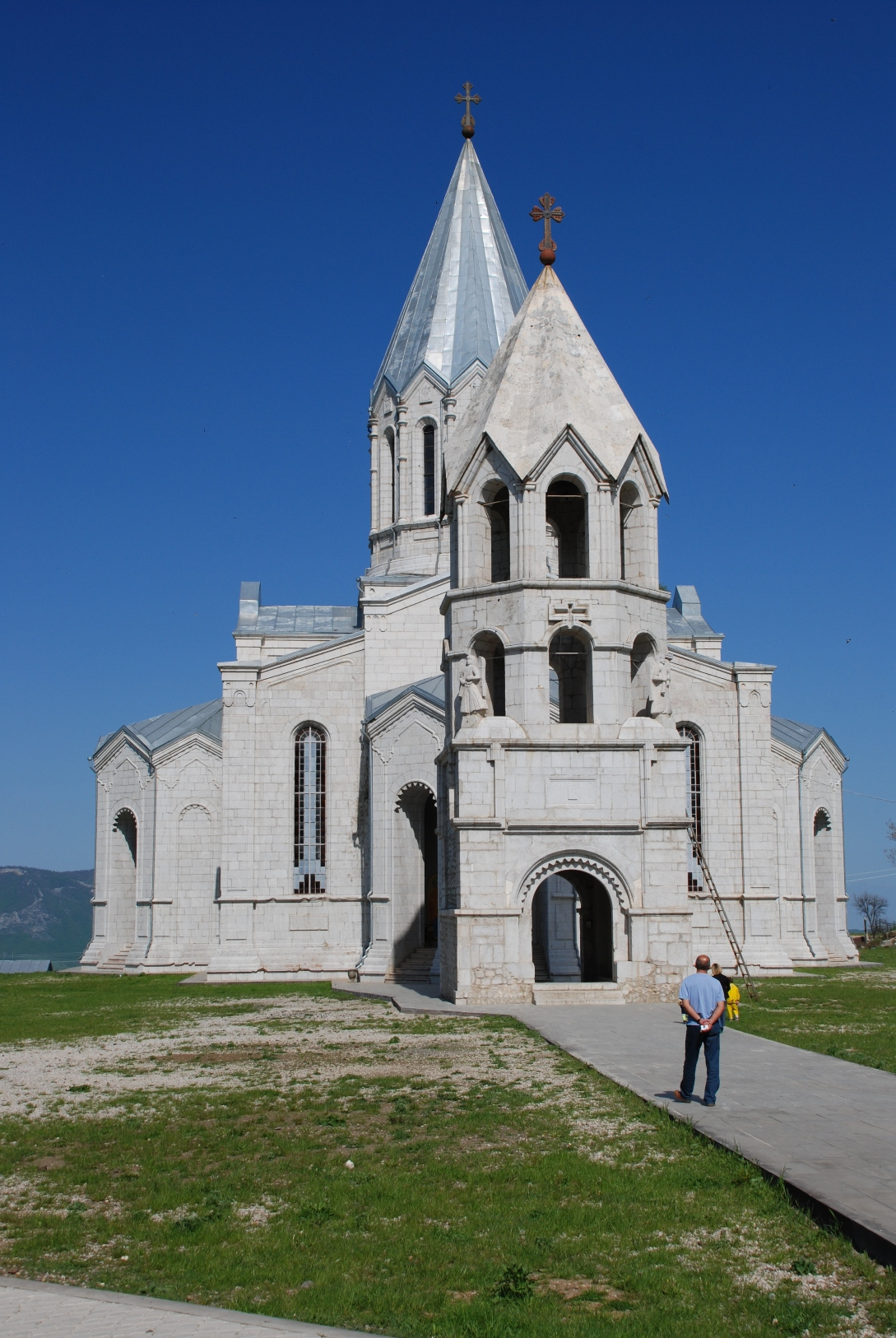
Cathédrale Ghazanchetsots, Chouchi.